# 주파수공용무선통신시스템
주파수공용무선통신시스템은 하나의 주파수 대역을 여러 사용자가 공용용으로 사용할 수 있도록 고안된 무선 통신 규격이다. 흔히 TRS(Trunked Radio System)으로 불린다.
주된 목적은 효율성이다. 즉, 단지 몇 개의 구별된 주파수들을 가지고서 수많은 사람들이 수많은 대화들을 전달할 수 있다.

## 개요

주파수공용무선통신의 개요를 설명한 그림. 그림은 컨트롤 채널이 있는 경우이다. 컨트롤 채널이 없는 주파수공용무선통신시스템 서비스도 있다.

주파수공용무선통신시스템은 서비스에 할당된 주파수 대역을 일정한 채널로 분할하여 여러명의 사용자가 채널별로 접속하여 통신하는 시스템이다. 비유하자면 인터넷 채팅 사이트와 유사한 방식이라고 할 수 있다. 주파수공용무선통신 서비스를 인터넷 채팅 사이트라고 한다면 서비스의 각 채널은 개설된 대화방에 해당한다. 사용자는 단말기를 통해 채널을 선택하는데 채팅 사이트의 대화방에 접속하는 것과 같다. 하나의 채널에 참여할 수 있는 사용자의 수는 대화방의 허용인원으로 생각할 수 있다.

## 사용
주파수 공용무선통신시스템은 비교적 작은 지역에서 같은 임무를 수행하는 사람들이 서로 의사소통을 하는데 유리하다. 이러한 까닭에 오랫동안 경찰, 소방관, 응급실 등 정부의 긴급업무에 사용됐다. 상용 서비스가 시작된 이후 택시, 대리운전 등에서도 이용되고 있다.

## 서비스
대한민국에서는 KT파워텔이 서비스를 제공하고 있다.